# Divičani
Divičani är en ort i Bosnien och Hercegovina.   Den ligger i entiteten Federationen Bosnien och Hercegovina, i den centrala delen av landet, 100 km nordväst om huvudstaden Sarajevo. Divičani ligger 567 meter över havet och antalet invånare är 7 251.
Terrängen runt Divičani är lite bergig.Närmaste större samhälle är Jajce, 5,2 km sydväst om Divičani. 
Omgivningarna runt Divičani är en mosaik av jordbruksmark och naturlig växtlighet. Runt Divičani är det ganska tätbefolkat, med 93 invånare per kvadratkilometer.